# Хмиль, Иван Сергеевич
Иван Сергеевич Хмиль (укр. Іван Сергійович Хміль; 16 октября 1923 — 6 февраля 2003) — советский и украинский учёный-историк и дипломат, доктор исторических наук. Заслуженный деятель науки Украинской ССР (1965). 
Участник Великой Отечественной войны.
Трудился в институтах АН УССР (затем НАН Украины). Делегат от Украинской ССР на трёх сессиях Генеральной ассамблеи ООН.

## Научные работы
- Историография истории Украинской ССР. — Киев, 1986 (на русском в 1987).
- За освобождение Юга Африки. — Киев, 1976.
- Антикомунізм у соціально-економічному і політичному житті США. — Київ, 1975.
- Дипломатична діяльність Української РСР (1917—1920). — Київ, 1962.